# Marie Matiko
Marie Matiko (* 12. September 1971 in Kalifornien, als Marie Lan Matiko) ist eine US-amerikanische Schauspielerin mit asiatischen – chinesischen, philippinischen und japanischen – Wurzeln.

## Biografie
Im Alter von 14 Jahren nahm Matiko an einem Gesangswettbewerb teil, wo sie unter Tausenden von Kandidaten ausgewählt wurde, um der Performance-Gruppe The Young Americans beizutreten, mit denen sie u. a. in diversen Musikshows auftrat.
Sie belegte diverse Kurse in Schauspiel, Gesang und Kunst. Außerdem pflegt sie asiatische Kampfkünste und den Umgang mit Handfeuerwaffen und Gewehren.
Ihr Filmdebüt gab sie 1999 in James Foleys Actionkrimi Corruptor – Im Zeichen der Korruption, bevor sie noch im selben Jahr eine Rolle in dem Spielfilm Mystery Men bekleidete. Ihre erste größere Rolle hatte sie im Jahr 2000 an der Seite von Wesley Snipes in dem Actionfilm The Art of War.
Seitdem hat sie noch in mehreren Spielfilmen, einem Fernsehfilm (Counterstrike), drei Kurzfilmen und einigen Fernsehserien mitgewirkt.

## Filmografie
- 1999: Corruptor – Im Zeichen der Korruption als May
- 1999: Mystery Men als Disco Girl
- 2000: The Art of War als Julia Fang
- 2002: Der Anschlag als Captain Vicky Shiro (nicht namentlich aufgeführt)
- 2003: S.O.S. – Angriff auf das Traumschiff als Maggie Chang
- 2003: Gang of Roses  als Zang Li
- 2004: Max Havoc – Der Fluch des Drachen als Aya
- 2005: Forbidden Warrior als Seki
- 2005: The Civilization of Maxwell Bright als Mai Ling
- 2006: Date Movie als Betty
- 2007: Weihnachten mit Dennis – Eine schöne Bescherung! als Mrs. Walsh-Mellman